# Kapos Kórus
A Kapos Kórus 1972 őszén hozták létre Dombóváron, Kovács Ildikó kezdeményezésére. Kezdetben Dombóváron és a Dombóvári kistérségben léptek fel, később a vendégszereplésre országosan is egyre több lehetőség nyílt, de a hetvenes évek végén már külföldön is koncerteztek.
A Magyar Rádió Kóruspódium című műsorában több alkalommal is volt felvételük.

## Története
Kovács Ildikó távozása után 1987-től Kertész Attila vette át a kórus vezetését, 1994-ig. A nyolcvanas években többször szerezte meg az énekkar az Aranykoszorú és az Aranykoszorú diplomával minősítést. 1994 nyarától Markovics Gábor lett a kórus karnagya . Az együttes 1995-ben Pápán Fesztiválkórus, 2000-ben Dombóváron Hangversenykórus minősítést szerzett. 
A kórus repertoár: egyházi művek, magyar zeneszerzők: így Kodály Zoltán, Bárdos Lajos, Karai József, Kocsár Miklós és Orbán György ill. Tillai Aurél művei. 1995-től könnyűzenei feldolgozások is megtalálhatók a kórus által énekelt zeneszámok között. Állandó dombóvári fellépéseik: a karácsonyi és a tavaszi hangversenyek. 2003 novemberében az V. Liszt Ferenc Kórustalálkozó került megrendezésre Dombóváron, kilenc Tolna megyei kórus is fellépett.  1985-től a kórus komoly részt vállalt a németországi Kernen és Dombóvár testvérvárosi kapcsolatainak elmélyítésében. 2004 tavaszának áprilisában a pécsi Mecsek Kórussal közös hangversenyt rendeztek Pécsett, a pécsiek dombóvári koncertjükkel májusban viszonozták a látogatást. Tolna megyét képviselte 2005 januárjában a Kapos Kórus a Megyék bemutatkoznak című rendezvénysorozaton a budapesti Nemzeti Színházban. 2005 júniusában a csehországi Olomoucban 175 ország 7000 résztvevőjével együtt versenyeztek. 2007-ben volt a kórus 35 éves, ez alkalomra CD-t jelentettek meg. 2010-ben ismét Dombóváron rendezték meg a Tolna megyei kórusok minősítő hangversenyét. A hangversenyen Kiemelt Hangversenykórus minősítésben részesült.

## Koncertjeik[1]

### Magyarország nagyobb városaiban
Bátaszék, Budapest, Kaposvár, Pápa, Pécs, Szekszárd, Szolnok....

### Külföldön
Belgium, Csehország, NDK, NSZK, Németország, Olaszország, Románia, Szlovákia

## Díjak, elismerések
- VOSZ megyei Prima Közönségdíj[2] – 2021
- Dombóvár Város Elismerő Díszjelvénye – 2013
- Kiemelt hangverseny kórus – 2010
- Ezüst Diploma – 2005
- Tolna Megyéért Díj – 2004
- Hangversenykórus – 2000
- Fesztiválkórus – 1995
- Aranykoszorú minősítés több alkalommal
- Aranykoszorú diplomával minősítés több alkalommal

## Külső hivatkozások
- Kapos Kórus Dombóvár 1988. Archívum
- A Kapos kórus koncertje Tamásiban[halott link]
- A Kapos kórus 45 éves jubileumi koncertje
- DombóPédia/adatbázisok/Hungaricana helyismereti cikkei/Kapos Kórus